# Faramund
Faramund (fransk: Pharamond) var en tidlig, sandsynligvis mytologisk, konge af de saliske frankere og forfader til merovingerne.
Ifølge overleveringerne regerede han fra 418 eller 420 og indtil sin død i 428, men omtales først i det anonyme karolingiske skrift Liber historiae Francorum (Gesta regnum Francorum) fra første halvdel af det 8. århundrede, som konstruerer en mytologisk trojansk oprindelse for det frankiske folk.

## Legende
Ifølge beretningen havde det frankiske folk sat sig for at vælge en konge. Efter den frankiske hærfører Sunnos død, forslog hans bror Marcomer, der var fører for de germanske stammer ampsivarierne og chatterne, at frankerne skulle have en enkelt samlet konge, hvilke stod i modsætning til deres tradition.
Skriftet Liber beretter derefter at netop Faramund – omtalt som Marcomers søn – blev valgt som denne første konge og at hans søn Clodio efterfulgte ham. Faramund skulle samtidigt have ledt frankerne mod vest over Rhinen i 420 og desuden etableret traditionen med frankiske langhårede konger.
Eftersom Faramund ikke er omtalt af nogle kilder førend dette værk og flere kilder samtidigt med Faramunds angivelige regeringsperiode omtaler frankerne som ledet af flere forskellige konger på dette og senere tidspunkt, anses Faramund derfor oftest som legendarisk frem for en egentlig historisk person. Det er således tvivlsomt om, selv hvis Faramund antages at have eksisteret, at han på noget tidspunkt var anerkendt som eneherskende konge. Den første frankiske konge der kunne siges at have opnået denne position var Klodevig (c.466-511); men efter hans død blev riget igen opsplitte blandt hans børn som var frankisk kutyme.